# Torremaggiore
Torremaggiore este o comună din provincia Foggia, regiunea Apulia, Italia. Comuna ocupă o suprafață de 208 km² din care o mare parte este ocupată de podgorii de viță de vie. Comuna este amplasată la altitudinea de 169 m deasupra n.m. și avea în 2010 o populație de 17.434 loc. Localități vecine sunt: Casalvecchio di Puglia, Castelnuovo della Daunia, Lucera, Rotello (CB), San Paolo di Civitate, San Severo, Santa Croce di Magliano (CB) și Serracapriola.

## Personalități marcante
- Rogerius (1201/1205 - 1266), călugăr, devenit ulterior canonic de Oradea;
- Luigi Rossi (1598-1653), compozitor
- Raimondo di Sangro (1710-1771), alchimist și cercetător
- Niccolò Fiani (1757-1799), politician
- Nicola Sacco (1891-1927), anarhist în USA

## Demografie
Torremaggiore - evoluția demografică

|  | Graficele sunt indisponibile din cauza unor probleme tehnice. Mai multe informații se găsesc la Phabricator și la wiki-ul MediaWiki. |

Date: Recensăminte sau birourile de statistică - grafică realizată de Wikipedia